# Spargania cultata
Spargania cultata là một loài bướm đêm trong họ Geometridae.